# The Catcher in the Rye
The Catcher in the Rye is een roman van de Amerikaanse schrijver J.D. Salinger. Het boek verscheen in de Verenigde Staten in 1951. In het Nederlands werd het aanvankelijk gepubliceerd onder de titel Puber, later als De vanger in het graan.
Het boek was zeer controversieel vanwege het grove taalgebruik en de vrije behandeling van seks en prostitutie. Dat was in de jaren 50 erg omstreden. Verder is het boek controversieel omdat het verscheidene mensen zou hebben aangezet tot het plegen van misdaden.

## Titel
De titel heeft te maken met een fantasie van Holden Caulfield, die hij baseert op een foute herinnering aan het gedicht Comin' Through the Rye van Robert Burns. Een van de belangrijkste passages uit het boek is het deel waarin Holden zijn zusje Phoebe toevertrouwt wat hij eigenlijk wil in zijn leven. Hij vertelt over een droom die hij heeft:
"Ik zie de hele tijd een heleboel kinderen voor me die een of ander spel aan het doen zijn in een groot graanveld. Duizenden kleine kinderen en er is niemand bij - geen grote mensen, bedoel ik - behalve ik. En ik sta op de rand van een of andere krankzinnige afgrond. En wat ik nou moet doen is dat ik ze moet vangen als ze in de afgrond dreigen te vallen - als ze dus aan het hollen zijn en niet kijken waar ze lopen, moet ik ergens vandaan komen en ze vangen. Dat is het enige wat ik de hele dag zou doen. Dan was ik dus de vanger in het graan. Ik weet dat het gestoord is, maar dat is het enige wat ik echt zou willen worden. Ik weet dat het gestoord is."

## Verhaal
Het verhaal staat symbool voor de moeilijke overgang van de jeugd naar de volwassen wereld, het hoofdthema van het boek.
Holden Caulfield is een zestienjarige, kritische en depressieve jongen uit New York die erg in de knoop zit met zichzelf. De verteller, Holden, zit op school in een internaat Pencey Prep, maar hij wordt weggestuurd omdat zijn schoolresultaten niet goed genoeg zijn. Na een ruzie met zijn kamergenoot besluit Holden om 's nachts al vroegtijdig te vertrekken en weg te sluipen uit school. Hij kan echter nog niet naar huis, omdat zijn ouders nog niet door de school ingelicht zijn dat hij van school gestuurd wordt. Zo zwerft hij enkele dagen noodgedwongen rond in New York. In dit boek vertelt Holden wat er in die enkele dagen gebeurt, waaraan hij hierbij denkt en wat hij hierbij voelt. Het wordt een zoektocht naar zichzelf, een thuis en een manier om gelukkig te worden. Essentieel hierbij zijn de herhaaldelijke insinuaties over (de dreiging van) seksueel misbruik, onder andere in hoofdstuk 24. Zijn neerslachtigheid leidt uiteindelijk echter tot een soort zenuwinzinking. Uit het laatste hoofdstuk (26) blijkt dat Holden zijn verhaal vertelt vanuit een psychiatrische instelling. Hij sluit daar ook het boek af.

## Personages
- Holden Caulfield: Holden is het hoofdpersonage, rond hem draait heel het verhaal. Hij is ook de verteller. Hij is een 16-jarige jongen die van school is gestuurd. Hij is erg cynisch over de wereld en de maatschappij. Hij vindt de wereld lelijk en de mensen hypocriet. Hij probeert zichzelf door zijn cynisme te beschermen tegen de ingewikkelde, moeilijke wereld van de volwassenen. Een van de aspecten van Holden welke in het boek veel naar voren komt, is zijn verlangen om kinderen te beschermen tegen de volwassenheid. Hij zou het liefst willen dat kinderen nooit volwassen worden. Kinderen zijn nog puur en onschuldig en doen niet zo hypocriet als de meeste volwassenen. Zijn droom over de vanger in het koren is daar een uiting van.
- Phoebe Caulfield: Phoebe is het 10-jarige jonge zusje van Holden en zijn lieveling. Phoebe houdt erg veel van haar broer en omgekeerd. Phoebe is niet blind voor het cynisme van Holden en is bang dat hij zal blijven ronddwalen door het leven, zonder een doel voor ogen en zonder de ambitie van zijn leven iets te maken. Tijdens Holdens zwerftocht in New York probeert Phoebe haar broer te redden van een eenzaam en ongelukkig leven.
- D.B. Caulfield: D.B. is de oudere broer van Holden. Alles wat we over hem weten, is wat Holden over hem vertelt, hij komt zelf niet aan het woord. D.B. woont in Hollywood en schrijft scenario's voor films. Holden haat films en vindt het jammer dat D.B. zich laat 'prostitueren' door de filmmaatschappij. Holden vindt zijn broer wel een goede schrijver.
- Allie Caulfield: Allie was de jongere broer van Holden. Hij stierf aan leukemie toen Holden dertien jaar oud was. Allie was zeer geliefd door Holden. Holden vertelt dat, toen Allie stierf, hij alle ruiten in de garage kapotsloeg met zijn hand. Daardoor heeft zijn hand permanente schade opgelopen. Dit zorgde ervoor dat hij nooit meer een vuist kon maken wat weer vaker terugkomt in het boek.
- Robert Ackley: Robert slaapt in de kamer naast die van Holden op Pencey Prep. Robert is op Pencey Prep niet zo populair. Volgens Holden komt dit door de slechte persoonlijke hygiëne, zijn puisten en zijn vervelende karakter. Hoewel Holden vaak laat blijken dat hij Robert niet erg mag, heeft hij toch een beetje sympathie voor hem, omdat Robert ook veel op zijn kamer zit en niet veel uitgaat, net als Holden.
- Ward Stradlater: Stradlater is de kamergenoot van Holden op Pencey Prep. Hij is knap en populair in tegenstelling tot Holden zelf. Holden raakt in een gevecht met Ward. Door dit gevecht, dat Holden uiteraard verliest, beslist Holden om eerder van school te vertrekken.
- Jane Gallagher: Holden kent Jane van vroeger, ze hebben een tijdje in hetzelfde dorp gewoond. Jane komt in het boek niet zelf aan het woord, maar Holden vertelt veel over haar. Jane is naar Holdens zeggen een van de weinige meisjes bij wie hij zich goed voelde. In het boek maakt hij verscheidene keren aanstalten om Jane te bellen, maar ziet er op het laatste moment van af.

## Trivia
Mark Chapman had een exemplaar van dit boek bij zich toen hij John Lennon vermoordde. Het leidde tot hernieuwde speculaties dat het boek een slechte invloed op de jeugd zou hebben. Ook werd een exemplaar in de hotelkamer van John Hinckley jr. gevonden na zijn moordaanslag op president Reagan, vier maanden na de dood van Lennon.

## In Nederlandse vertaling
- De eenzame zwerftocht, vert. Henk de Graaff, 's Gravenhage, Uitgeverij Oisterwijk, 1954 (herdrukt als Puber, 1958)
- De kinderredder van New York, vert. Max Schuchart, Utrecht/Antwerpen, A.W. Bruna & Zoon, 1967 (herdrukt tot 1986 als De vanger in het koren)
- De vanger in het graan, vert. Johan Hos, 1989